# 洗練
| ウィキペディアには「洗練」という見出しの百科事典記事はありません（タイトルに「洗練」を含むページの一覧/「洗練」で始まるページの一覧）。 代わりにウィクショナリーのページ「洗練」が役に立つかもしれません。 |